# Luftfahrt-Bundesamt
Koordinaten: 52° 18′ 53″ N, 10° 32′ 56″ O

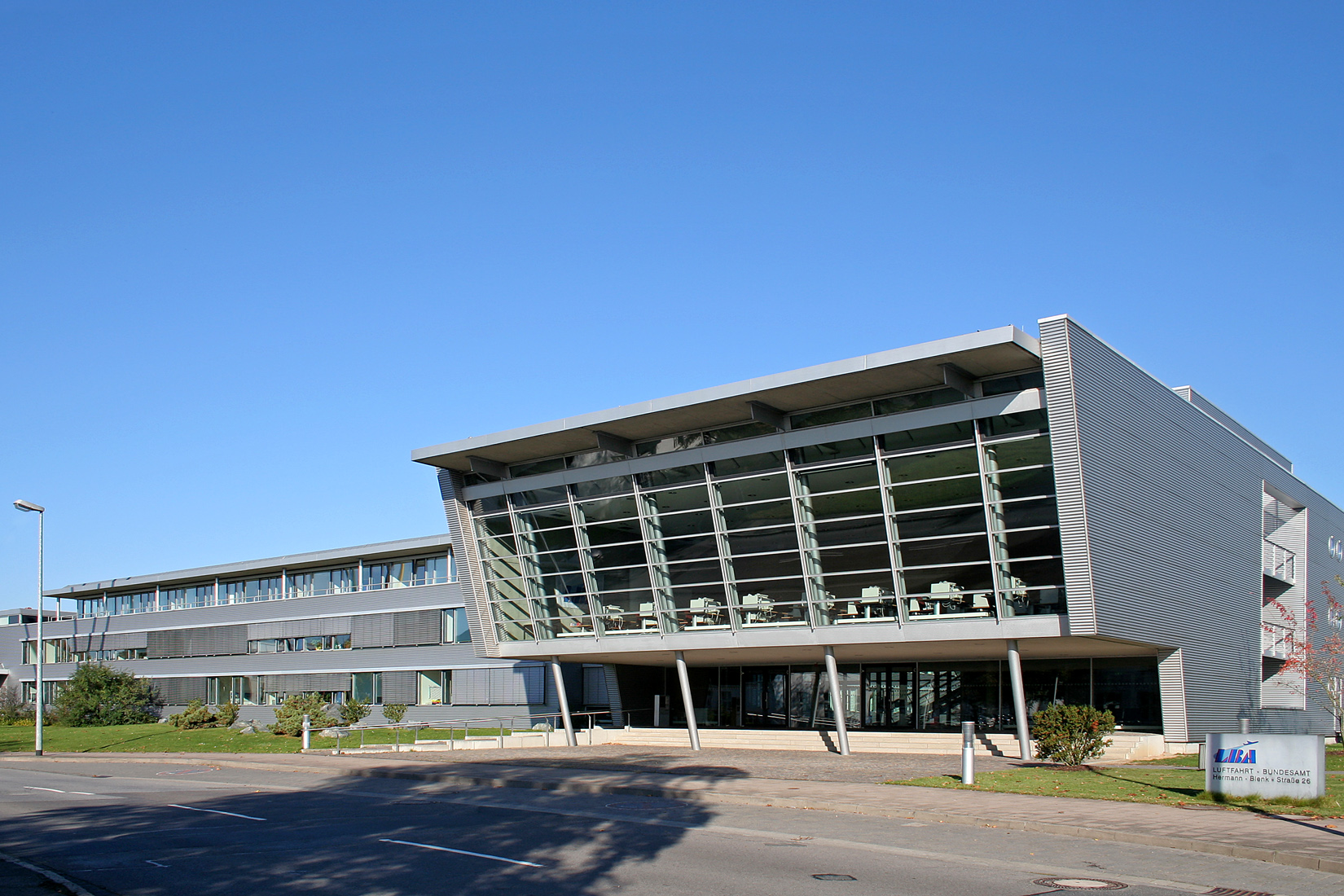
Gebäude des Luftfahrt-Bundesamtes in Braunschweig-Querum

Das Luftfahrt-Bundesamt (LBA) in Braunschweig ist die Bundesoberbehörde für die Aufgaben der zivilen Luftfahrt in Deutschland. Es untersteht der Dienst- und Fachaufsicht des Bundesministeriums für Verkehr (BMV).

## Geschichte
Am 15. September 1953 wurde die „Vorläufige Bundesstelle für Luftfahrtgerät und Flugunfalluntersuchung“ (VBL) mit Sitz in Bonn errichtet. Ihre Zuständigkeiten umfassten die Leitung des Flugunfalldienstes und des Such- und Rettungsdienstes sowie die Bearbeitung neuer technischer Vorschriften für den Bau und die Prüfung von Luftfahrtgerät.
Mit dem Gesetz über das Luftfahrt-Bundesamt vom 30. November 1954 wurde die VBL durch das Luftfahrt-Bundesamt (LBA) ersetzt. Es erhielt seinen Sitz in Braunschweig und nahm am 1. Februar 1955 mit 28 Mitarbeitern seinen Dienst auf. Zum ersten Leiter des LBA ernannte Bundesverkehrsminister Hans-Christoph Seebohm den Luftfahrtingenieur Friedrich Möhlmann, der das Amt bis zum 31. Dezember 1969 innehatte. In der Folgezeit erlebte das LBA einen kontinuierlichen Bedeutungs- und Kompetenzzuwachs, indem ihm zahlreiche Aufgaben zugewiesen wurden, die ursprünglich dem Bundesverkehrsministerium oder den Ländern oblagen.

### Flugunfalluntersuchungsstelle (FUS)
Bis zum Jahre 1980 wurden Flugunfälle von der Flugunfalluntersuchungsstelle (FUS) untersucht, die als eigenständige Abteilung innerhalb der Struktur des LBA existierte. 1980 wurde sie ausgelagert und direkt dem Bundesverkehrsministerium unterstellt, verwaltungsmäßig zunächst weiterhin durch das LBA betreut. Am 1. September 1998 ging die FUS in der neu gegründeten Bundesstelle für Flugunfalluntersuchung (BFU) auf, die ihren Sitz ebenfalls in Braunschweig hat.

### Kritik
Bei den regelmäßigen Audits durch die EASA wurden im Jahre 2014 18 Beanstandungen gemacht, damit war das LBA nach der griechischen Luftfahrtbehörde die Behörde mit den zweitmeisten Beanstandungen in der EU.
In Reaktion auf das Unglück von Germanwings-Flug 9525 wurde bekannt, dass die EU-Kommission schon seit einigen Jahren das Luftfahrt-Bundesamt wegen Mangel an qualifiziertem Personal, insbesondere mit Blick auf medizinische Tauglichkeitsprüfungen von Piloten, gerügt und die Beseitigung dieser Mängel gefordert hatte.
Im Februar 2024 berichtete Der Spiegel über massive Kritik am LBA, weil die Behörde bei der Erteilung von flugmedizinischen Tauglichkeitszeugnissen teils lange Wartezeiten hat. In anderen europäischen Staaten seien »lange Bearbeitungszeiten völlig unbekannt«, in Österreich etwa würden die Lizenzen reibungslos erteilt, heißt es darin. Beim LBA hingegen würden Zeugnisse bei Piloten mit bestimmten gesundheitlichen Problemen erst nach »Monaten oder Jahren ausgestellt«. Die betroffenen Piloten wehrten sich zum Teil juristisch. Hunderte Verwaltungsgerichtsverfahren gegen das LBA wurden bereits geführt, Piloten erheben Dienstaufsichtsbeschwerden oder verklagen in ihrer Not das Amt wegen Untätigkeit.

## Aufgaben
Das LBA ist in erster Linie eine technische Prüfungs- und Zulassungsbehörde, hat aber auch darüber hinausgehende Befugnisse als Aufsichtsbehörde. § 2 des Gesetzes über das Luftfahrt-Bundesamt (LFBAG) enthält einen umfassenden Aufgabenkatalog. Danach befasst sich das LBA unter anderem mit:
- der Zulassung von Luftfahrzeugen (z. B. Flugzeuge, Hubschrauber, Ballone und Luftschiffe) nebst Erteilung der Luftfahrzeugkennzeichen sowie die Führung des Registers der Weltraumgegenstände
- der Genehmigung und Überwachung von Luftfahrtbetrieben, d. h. Wartungs- und Herstellerfirmen und deren Personal
- der Genehmigung und Überwachung von Luftfahrtunternehmen, d. h. Fluggesellschaften und deren Personal
- der Ausbildung, Prüfung und Lizenzierung des Luftfahrtpersonals wie Piloten, Dispatchern (Flugdienstberatern), Fliegerärzten oder Fluglotsen
- der Genehmigung der Ausbildungsbetriebe (Teil-147), Prüfung und Lizenzierung des technischen Personal (EU Aircraft Maintenance Licences nach Teil-66 und Prüfer von Luftfahrtgerät nach LuftPersV)
- sowie der Erfassung, Bearbeitung und Auswertung von Ereignismeldungen aus der Zivilluftfahrt nach VO(EU) Nr. 376/2014.

Laut Veröffentlichung des Luftfahrt-Bundesamtes vom 1. März 2019 betrug im Jahr 2018 die Anzahl in Deutschland zum Verkehr zugelassener Luftfahrzeuge 21.064 Luftfahrzeuge, was gegenüber einer Basis von 1988 mit 15.770 Luftfahrzeugen eine Steigerung um 33,6 % bedeutet.
Gemäß § 2 Abs. 2 LBA-Gesetz können dem LBA vom Bundesministerium für Verkehr (BMV) auch weitere Aufgaben übertragen werden, wovon dieses Gebrauch gemacht und den Aufgabenkreis des Bundesamtes durch zahlreiche Erlasse und Rechtsverordnungen erweitert hat. Das LBA nimmt zunehmend auch Aufgaben aus dem administrativen Bereich wahr und beteiligt sich an der Erarbeitung von Gesetzesvorschlägen.

### Aufsicht über Luftfahrzeuge und Inhaber deutscher Lizenzen
Erfährt das LBA nach der Zulassung eines Luftfahrzeugs von Mängeln desselben, so kann es „Lufttüchtigkeitsanweisungen“ erlassen (§ 29 Luftverkehrsgesetz, LuftVG). Das LBA sammelt und verwaltet auch Luftfahrtdateien. Hierzu zählen das Luftfahrzeugregister (§ 64 LuftVG), die Zentrale Luftfahrerdatei (§ 65 LuftVG), die Luftfahrer-Eignungsdatei (§ 66 LuftVG), die Datei der Flugsicherungs-Erlaubnis- und Berechtigungsinhaber (§ 67 LuftVG) und das Deliktsregister (§ 68 LuftVG). Zudem hat das LBA die Rechts- und Fachaufsicht über die nach § 31c LuftVG beauftragten Luftsportverbände und ist auch zur Verfolgung von Ordnungswidrigkeiten in diesem Bereich befugt.

### Task Force
Die „Task Force“ des LBA wurde durch einen Erlass vom 31. Mai 1996 geschaffen, durch den das LBA für die Erteilung von Einflugerlaubnissen und Betriebsgenehmigungen an ausländische Luftfahrtunternehmen, für die Erteilung von Flugliniengenehmigungen an deutsche Luftfahrtunternehmen und für die Erteilung von Genehmigungen zum Zugang zu Strecken des innergemeinschaftlichen Flugverkehrs an deutsche und ausländische Luftfahrtunternehmen betraut ist. Auslöser war der Absturz von Birgenair-Flug 301 im Februar 1996; die Task Force nimmt stichprobenartig flugbetriebliche und technische Sicherheitskontrollen der Luftfahrzeuge vor. Dies soll dazu führen, dass die international verbindlichen Sicherheitsstandards eingehalten werden. Bei Mängeln können die Erlaubnisse ausländischer Fluggesellschaften auch widerrufen oder sofortige Flugverbote erteilt werden. In einem solchen Fall wird darüber hinaus die Europäische Kommission informiert, die eine bemängelte Fluggesellschaft dann in die „Liste der Luftfahrtunternehmen, gegen die in der EU eine Betriebsuntersagung ergangen ist“ (bekannt als „Schwarze Liste“) einträgt.
Von der Gründung im Jahr 1996 bis 2005 wurden etwa 8000 Flugzeuge überprüft.

### Internationale Zusammenarbeit
Als Gründungsmitglied der Joint Aviation Authorities war das LBA unter anderem zuständig für die nationale Umsetzung der Joint Aviation Requirements in deutsches Recht. 2008 wurde die Luftfahrt der Regelungskompetenz der Europäischen Union unterstellt. Die JAA löste sich daraufhin auf und deren Aufgaben wurden von der Europäischen Agentur für Flugsicherheit (EASA) übernommen. Das LBA dient hierbei als nationale Competent Authority zur Umsetzung europäischen Rechts und Verordnungen. Die EASA führt deshalb regelmäßig Audits beim LBA durch.

## Organisation
|             | 2001  | 2002 | 2003 | 2004  | 2005  | 2006  | 2007 | 2008 | 2009  | 2010 | 2011  | … | 2024   |
| Planstellen |       |      |      |       |       |       |      |      |       |      |       |   |        |
| Stellen     |       |      |      |       |       |       |      |      |       |      |       |   |        |
| Gesamt      | 403,5 | 405  | 409  | 406,5 | 399,5 | 384,5 | 383  | 383  | 387,5 | 389  | 384,5 | … | 1065,5 |

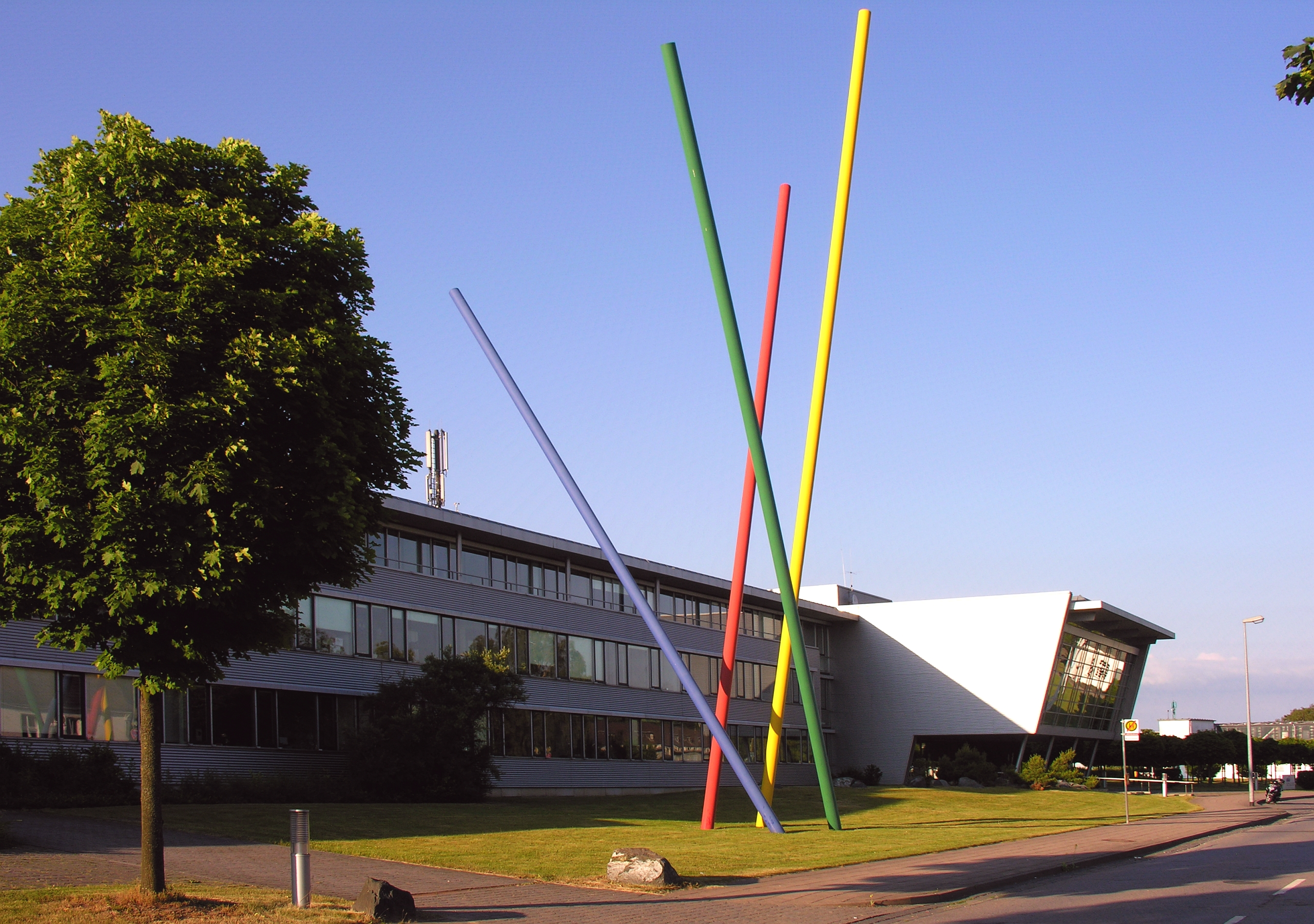
Vorderfront des Gebäudes des LBA mit drei rückwärtigen Gebäudeflügeln (Grundriss in E-Form)

Sitz des LBA ist der Braunschweiger Stadtteil Bienrode. Dort sind in unmittelbarer Nähe zum Flughafen Braunschweig folgende fünf Abteilungen angesiedelt:
- Betrieb
- Technik
- Personal
- Luftsicherheit
- Zentrale Dienste

Die eigenständige Dienststelle Flugsicherung (LBA-FS) hat ihren Sitz in Langen bei Frankfurt am Main und wird geleitet von Michael Schweigert. Die sechs Außenstellen des LBA befinden sich in Berlin, Düsseldorf, Frankfurt am Main, Hamburg, München und Stuttgart. Das LBA wird durch den Präsidenten des Luftfahrt-Bundesamtes geleitet; seit dem 1. Mai 2012 ist dies Jörg-Werner Mendel.

## Gebäude
Das Gebäude in der Hermann-Blenk-Straße erinnert mit seiner silbrigen Metallstruktur an die Oberfläche historischer Aluminium-Flugzeuge, zum Beispiel der Junkers Ju 52. Der Entwurf des LBA-Bauwerks stammt vom Braunschweiger Architekturbüro Linnemann & Partner.